# 唐式鎮墓獸

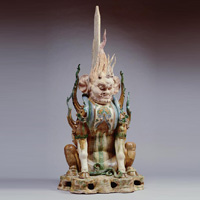
三彩加藍人面鎮墓獸 唐 河南洛陽出土 藏於國立歷史博物館

唐式鎮墓獸是流行於隋唐時期墓葬的鎮墓獸，是受胡漢融合下的產物，其形象由多種形象（動物）組成，又稱複合式鎮墓獸，取其融合之意。在魏晉南北朝時期出現的鎮墓人俑，也在這個時期出現了人面跟獸面之分；而隋唐時期則以蹲踞式為主，面目猙獰、冷酷。獸面的形象豐富。除了有北朝時期就有的獅面外，還出現了虎的造型。《葬書》有云：「頫者，低頭府狀之義，言柔順而無蹲踞之兇也。」。唐代鎮墓獸是繼楚式鎮墓獸之後另一個發展高峰。
唐代鎮墓獸除了歷代鎮墓獸驅鬼避邪以安撫死者亡魂外，更有恫嚇盜墓、守衛墓葬的功能。這與當時的厚葬風，與其所造成的猖獗的盜墓現象有關。
中國文化深受儒家影響，在儒家經典《中庸》有云：「事死如事生，事亡如事生，孝之至也。」這種觀念在《荀子・禮論》亦有論述。深受這種價值觀影響，人們把「養生」與「送死」看得等同重要，並將「送死」視為衡量孝道很重要的一個標準，這對中國數千年來的喪葬產生了巨大的影響。
世人以喪葬的厚薄衡量孝道，葬風遂興，尤以唐代為最。墓葬中大量的寶物，提供盜墓者豐富的資源，盜墓之風亦隨之盛行。而盜墓現象，又反過來影響了中國古代的喪葬制度與喪葬習俗。
唐代的狗面鎮墓獸即為這種風氣下的產物。《說文解字》曰：「狗，叩也，叩氣吠以首。」《風俗通義・禮典》也說：「俗說狗別賓主，善守衛，故著四門，以辟盜賊也。」在墓葬中出現，乃取狗平時可以可以看家護院，期望能守衛墓主人及其財產。

## 造型內涵
歷代鎮墓獸的相貌，多元於當時的民間信仰與傳說，也有外來文化造成的影響。
唐代，鎮墓獸不是真正存在的動物，而是多種動物特徵的組合體，其每個局部都有其造型與意義。古人根據優勢集中的原則，綜合多種動物特徵，以達到鎮墓效果。唐代的樣式很多，經歷了從獸面到人面和從受刑到人形（有人稱之為天王俑、武士俑）的發展過程，唯獨不變的是其威嚴嚴肅的表情、頭頂的犄角和翅膀。

### 唐代神獅崇拜
中國最早的獅子，是在漢代時期做為禮品從西域運來，當時漢人富有尚武的精神，他們崇拜剛健勇猛，因此非常欣賞獅子。與此同時，佛教也傳入中國，佛教認為獅子是維護佛法的神獸。在古印度等地，常藉由獅子表示佛的威嚴與佛教徒的勇猛。隨著漢代佛教的廣泛傳播，對於獅子的崇拜逐漸形成。在唐代，尚武精神與佛教大為流行，因此神獅崇拜，也成為鎮墓獸造形的來源。

### 虎為百獸之王
在盛唐時期，獅虎的樣貌為主流，但是已演變成頭部生角，口長尖牙的怪獸。虎具有壓勝避邪的功能，在《後漢書・禮儀志》中劉向註引的軼聞中就有相關的紀載。在《述異記》中有云：「漢中山有虎生角。道家云：虎千年則牙銳而角生。」可見鎮墓獸在此時被賦予的形象更為神武、神性也更濃厚。其形體也較先前高大許多，儼然在墓葬俑群中有主體的地位。
面部一般多是獅面或虎面，以達到更好的威嚇盜墓者的作用。不盡是因其威儀的外表，更因獅子與佛教的關係，虎為百獸之王。

### 犄角特徵
頭頂的犄角，繼承了楚式鎮墓獸的鹿角造型。鹿在古代一直被認為可以帶來吉祥的動物，取鹿角以代表鹿。另有一說，鹿能吃蛇，因此以鹿身上最有靈氣的鹿角作裝飾以避毒避邪。

### 翅膀特徵
翅膀的特徵與龍的形象相關。與楚式鎮墓獸中，引魂升天的義涵類似，加上翅膀，期望給死者一個安寧的著落之所。另一種說法則是，鎮墓獸的翅膀與鷹的翼形狀相似。鷹為空中最強的禽類，與獅身作結合，誠如如「獅」添翼般，可以強化鎮墓的功能。這種造形可能受西方文化的影響而產生。

#### 「抓蛇」、「吃蛇」貌
盛唐至晚唐的墓葬出土的鎮墓獸往往手中抓蛇。蛇生活於地洞或墓葬中，對死者屍體或陪葬物造成損害，對死者亡靈造成打擾與威脅。因此有抓蛇或吃蛇的造形設計，有警示與預防危害的功能。

## 使用制度

### 墓主階級
有鎮墓獸出土的墓，大部分的墓主身分顯赫，但是這並不能說明鎮墓獸僅為統治階級和上流社會所獨享的陪葬品。
喪葬的僭越歷代都有，以富商居多，倚仗其財勢，抬高社會地位，喪葬之舉也逾越法律所限。在唐高宗時期，商人喪葬的僭越就已存在。根據目前的考古資料，鎮墓獸的僭用則出現於唐玄宗時期。
隨著時間的推移，鎮墓獸的使用，從僅限於統治階層，逐漸開放，到了唐代中期，甚至擴展至庶民階層。這與唐代庶民生活富庶及厚葬風相關。

#### 鎮墓獸的擺放位置
唐代多單室墓，有土洞和磚砌兩種，墓室及甬道多呈刀把形。對目前的出土墓葬進行分析，可以將鎮墓獸的擺放位置分為三類：
一、置於墓室口內，朝向墓門而立　

二、置於墓室口，相互或與武士俑面對面朝向甬道而立　

三、至於甬道的龛內，朝向甬道而立

其中，第一種最為常見，尤以李唐王朝的統治中心――陝西、河南出土最多，應該是最常用的擺放方式。伴隨一對鎮墓獸出土的，通常是一對武士俑或一對天王俑，但是兩者之間的擺放位置關係並不固定。

## 演變
唐朝初期具有雄偉的氣勢，唐中期則華麗而寫實，至後期生動質樸。製作手法從陶上彩繪，到唐三彩，至素胎陶制，顯現了其墓葬地位的演變。在形象塑造方面，繼承了前朝的雕刻技法並吸收當時的繪畫技巧，整體藝術形象更為華麗。

### 初唐時期
鎮墓獸多有鎧甲，獸頭上均有或長或短的獨角或彎曲雙角，身姿挺拔，肩部均有捏塑的扇形翼，背部有鬃毛，前足直立，後足彎曲作蹲踞狀，尾貼身上翹。均為獸身，大多為獅面，有的則四虎面，面容君兇猛恐怖。
厚葬風盛行，注重陪葬品。鎮墓獸多成對，且伴隨武士俑出現。造型簡潔，多為陶質，大部分以黑色粉彩描繪眉、眼、鼻、嘴和胸毛，或周身會紅色粉彩。沒有過多細節的刻畫，僅簡要製作五官和形式化的犄角和翅膀。細節層次，一般以線刻為主。表現了莊嚴的氣勢與肅穆的墓葬精神。

### 盛唐時期
由於厚葬風的盛行與三彩工藝的出現，上層階級的墓主墓葬出現的鎮墓獸多軀體高大，著作精美，裝飾華麗，誘彩鮮麗。高宗時期，鎮墓天王俑，逐漸取代武士俑。
鎮墓獸製作的鼎盛期，作工精細、形象寫實。武士俑基本上消失，取而代之的是成對的天王俑。人面頭上獨角增高，雙耳增大，臉部裝飾增多，面目猙獰，背部飾有鬃毛，肩負雙翼，形像兇猛；獸面頭上雙角增長，角端分叉，背部豎毛增多，爪狀足。孝文帝的措施加速了外來胡文化與本土文化的交流，這也體現在喪葬方面。漸漸地，胡人面的鎮墓俑取代了獅面鎮墓俑。這也可能與胡人給人的印象都是威猛彪悍有關。
此時期的鎮墓獸都是用三彩陶釉燒製而成，製作精巧，釉彩華麗，尺寸較大。多先用模印，在進行細節的雕刻與捏塑。獸面的雙角增長，角端分叉，爪狀足

### 中唐時期
外貌仍保持傳統特徵，但有明顯衰落的跡象，盛唐高大精美的鎮墓獸已不復見。
喪葬儀式的變革，使得鎮墓獸的製作出現衰落退化的現象，多已不施釉彩、製作簡陋、軀體矮小、造形簡單，大多不成對出現，與天王俑一同置於墓門附近。簡單肅靜給人更為樸實生動的感覺。

### 晚唐時期
受安史之亂影響，藩鎮割據，政權以平息叛亂為主，無暇顧及經濟文化發展，喪葬制度也受影響，隨葬鎮墓獸的風俗也隨之消失。

## 唐代鎮墓獸存在的意義
唐代鎮墓獸存在於初唐至中唐，是唐代義降在吸收漢代辟邪獸特點的基礎，綜合多種動物形象而創造出來的怪獸。顯示了唐代匠師豐富的想像力，並反映了唐代的厚葬之風與習俗的變化，體現唐代陶俑的陶瓷製造水平與雕刻、繪畫技術。

## 轉變與式微

### 唐朝後期喪葬儀式的改變
唐朝後期的喪葬儀式多以地面上為主，以人們看的見的方式炫耀自己的財富與地位，此乃是喪葬儀式的一大變革。對於地面上喪葬儀式的重視逐漸增加，相反的，對於陪葬品的關注也就下降了，使得鎮墓獸的製作逐漸衰落。

### 安史之亂的影響
在安史之亂後，國家戰爭頻繁，社會動盪不安，人民把求死後的安寧轉為希望現實生活的幸福與富足。喪葬習俗也隨之發生了很大變化，用來威嚇盜墓人的鎮墓獸已經被陶牛與陶豬等牲畜俑取代。這一時期的墓室樣式、隨葬品的選擇、墓地的位置，多是根據當時割據地區內各自的風水制度來安排，並與死者後裔的興衰相關。鎮墓獸作為墓葬重要冥器也隨喪葬習俗改變而衰敗。

### 外來文化的影響
除了獸面之外，也有人面獸身的造型。其中，人面的五官的胡人特徵，顯示了當時文化交流的情形 
鎮墓獸造型雖與埃及的獅身人面像相似，但兩者卻是自的文化傳統、宗教信仰及生活習俗皆不相同的兩個民族創造的。兩者之間，是否有繼承或相互影響的關係，尚不能確認。